# Джвари
Джвари (на грузински: ჯვარი) е мъжки грузински манастир към Мцхетско-Тбилиската епархия и храм от 6 век, строен в зората на грузинското християнство, между 585 и 604 година. Разположен на самия връх на вертикална скала, храмът се вижда много добре от старата столица Мцхета. Той е важен обект на поклонение, още от основаването си, и се смята за едно от най-свещените места в цял Кавказ. Увековечен е от Михаил Лермонтов в поемата „Мцири“. От 2004 г. Джвари, като част от историческите паметници на Мцхета, е добавен в Списъка на световното културно и природно наследство на ЮНЕСКО. Това е първият грузински паметник, включен в този списък, като един от най-добрите шедьоври на средновековната грузинска архитектура. От 2009 г. е включен и в червения списък на застрашеното световно културно наследство на ЮНЕСКО.

## Название
Джвари на грузински означава „кръст“ и това е причината голямата църква да носи името „Храм на Светия кръст“. Според старинно предание, манастирът получава такова название, тъй като на това място света Нино Кападокийска поставя голям, дървен кръст, като символ на християнството в Грузия. До кръста е построена църква, наричана Малка Джвари, чиито руини се намират до основите на по-късната църква Голяма Джвари, носеща името „Светия кръст“. Съгласно древни текстове, до средата на 6 век оригиналният кръст е стоял на открито, виждал се е отдалеч и е бил предмет на поклонение.

## География
Манастирът Джвари се издига на върха на висок и много стръмен планински хълм и хармонира с живописната околна природа по чудесен начин. Ефектът на сливане с ландшафта се подсилва от жълтеникавите, червено-кафяви и розовеещи оттенъци на дялания камък, от който е изграден храмът. Долу, в подножието на височината, текат Мтквари (Кура) и Арагви, двете най-известни реки в Грузия. А срещу него се разстила широката панорама на старата грузинска столица Мцхета.
На ветровития склон расте „Дървото на желанията“, по което посетители завързват стотици лентички с написани желания.

## История
Според местното предание, на това място в една пещера е живяла света Нино Кападокийска, която измолила от Господ тукашния извор с целебна вода. След приемането на християнството от Грузия през 326 година, светицата и Мириан III, цар на Картли, поставят тук дървен кръст. Издигнат е над езически храм, като символ на православието, на скалистия планински връх с изглед към Мцхета. Кръстът се смята за чудотворен и е дълбоко почитан от всички кавказки християни. Изработен е от лозова дървесина.
През 545 година, на север от кръста, е построена малка кръстокуполна раннохристиянска църква, от която са останали само руини. Между 585 и 604 г., точно върху кръста, е изградена днешната църква, посветена на Животворящия Кръст Господен (Джварпатиосани). Строителите са положили сериозни усилия за да я впишат идеално в ландшафта.
Половин век по-късно в Картли навлизат арабите и скоро след това е образуван Тбилиският емират. Не е ясно дали църквата е превърната в джамия, дали е била действащ храм или просто е била изоставена. Известно е само, че при едно от нашествията през около 960 година, мюсюлманите опожаряват Джвари и отнасят дървения кръст на света Нино.
През 10 век арабите неколкократно опожаряват църквата, пострадват куполът и сводовете, които, по-нататък във времето, са възстановявани много пъти. През 17 – 18 век зачестяват набезите на планинците и около комплекса е издигната стена, в храма е направена масивна олтарна преграда, а в пастофория е устроено убежище. През 1924 г. куполът, пострадал от времето и влагата, е укрепен с бетон и покрит с керемиди.
През съветския период комплексът е изоставен и запустява, а достъпът до него е силно затруднен, заради близките военни бази. След обявяване на независимостта на Грузия религиозното значение на Джвари е възстановено. От целия манастир в наше време са останали само храмът и руините на малката църква и кулите.

## Малката църква
Малката църква, наричана „Мцире Джвари“ (Малкият кръст) е построена през втората половина на 6 век при цар Гурам I. Храмът е кръстокуполна, с кръстообразно централно пространство, вписано в правоъгълника на външните стени. Над централния квадрат е изпълнен кръстат свод. Храмът завършва с двускатен покрив. Интересни са притворите от север и юг, със сдвоени ¾ колони, които на южната страна на съхранени. Капителите им са богато резбовани.
В олтара се намира фрагмент от престол, а на западната стена е имало ниша за трона на игумена с изображението на кръст. Под сградата е разположена криптата. Църквата е преправяна, а през 7 век южният портик става част от прехода, водещ към големия храм. В периода 8 – 9 век северният портик е превърнат в параклис.
Конхата на олтара е била украсена с мозайки, изработени от оцветени камъни. Фрагментите, останали от тях, не позволяват да се разбере сюжетът. Повърхността на камъчетата е била специално обработена за заздравяване на грунда. Предполага се, че с мозайки е била декорирана само конхата на олтара.

## Големият храм
Необходимостта от създаване на храм със специфична архитектура е наложена от своеобразното му предназначение – да покрива и предпазва чудотворния кръст. Изграждането му започва през 586 година, при управлението на цар Стефаноз I (Степаноз I), син на Гурам I. Техниката на строителство е на високо инженерно ниво, а декорациите са интересни и разнообразни. Всичко това показва вековна грузинска строителна практика, която е комбинация от Източни и Западни естетични традиции. Храмът на манастира изглежда величествен, строг и с аскетична красота. Впечатлението е предизвикано от идеалните пропорции на помещенията и купола, от строгите и прави линии, гладкостта на външните стени и липсата на всякакви излишни декоративни елементи, с изключение на барелефите по фасадата. Името на архитекта не е известно, но се предполага, че това е Микел Тхели. По-късно малката и голямата църква са обединени с общо преддверие.
Църквата има дължина 22,3 m, ширина 19 m и вътрешна височина около 22 m. Полусферичният купол на храма се носи от стените на вътрешния кръст и на нишите, посредством сводести конструкции във форма на част от конус (тромпи), разположени на 3 нива. Четирите пастофория, добавени към ъглите на кръста, получават различни функции. Източният служи за ризница, северозападният е запазен за висши светски лица и духовници. Югозападният е с отделен вход и над него има надпис, съобщаващ, че е предназначен за жените.

### План на сградата
В план храмът изглежда като кръст, вписан в квадрат. В краищата на кръста са изградени 4 апсиди. Въпреки че тетраконхът, като сакрален архитектурен вид, не произхожда от Грузия, той търпи уникално и сложно развитие в страната. Приложен е първо при два храма в Кахетия – Дзвели-Гавази и събора Ниноцминда. Трета по ред е църквата в Джвари, която достига връх при този архитектурен тип и служи като модел за много следващи храмове в страната. Тя е изградена като нестандартен тетраконх, който в четирите ъгъла на кръста има прилепени квадратни, а не полукръгли помещения. Входът към тях се осъществява през неголеми ниши с формата на ¾ кръг.
Основа на храма е централният квадрат, покрит със сферичен купол, който се носи от широк осмостенен барабан. Куполът е основен елемент в интериора, който подчинява на себе си конхите на апсидите, хармонично свързани с полусферата на купола. Барабанът е покрит с шестостенен покрив, завършващ с голям кръст. Осмостенът, заедно с купола стават нещо като образец за грузинската сакрална архитектура.
Ядрото на външната структура на сградата е подкуполният квадрат, който събира около себе си всички останали компоненти на постройката. Над него се издига осемстенният барабан с шестостенния си, силно полегат покрив. Страните на кръста са покрити с едноскатни покриви, които, погледнати отгоре, описват нещо като чадър, който повтаря очертанията на купола. Покривите над кръста са поставени по-високо от тези над страничните крила, съответстващи на ъгловите помещения.
Схемата на архитектурата на Джвари обуславя разпространението на този вид храм на много места в Грузия и Армения. След него, по подобен начин, са изградени грузинските храмове в Мартвили, Атенски Сион, Шуамата, Дранда, Чамхус. В Армения към този вид се отнасят храма в Аван, „Св. Рипсиме“ във Вагаршапат и други.

### Фасади
Фасадите са изградени с добре издялани плочи от пясъчник и са украсени с фини барелефи, чиято техника на изработка се различава от тази на по-рано създадените в областта. Композицията е много добре обмислена, а разработката на всяка една от фасадте отговаря на нейните функции и значение. Особено интересна е източната фасада, на която излиза тристенна олтарна апсида. На всяка от стените има по един прозорец, завършващ с арка. Над всеки от тях е изработен арковиден корниз, който се свързва със съседния с хоризонтална част и така трите общо очертават една непрекъсната линия. Над трите централни прозореца са изработени барелефи с изображения на трима еристави (ерисмтавари) и текст на грузински над всеки от тях. По този начин е подчертана най-важната част от църквата – олтарната апсида. Барелефите, заедно с прозорците и корнизите над тях свързват фасадата в едно единно цяло.

### Барелефи
Релефните изображения заемат специално място в решението за оформление на фасадите. Местоположението на храма определя концентрацията им само по две от тях – източната и южната. Другите две са оставени без декорация, тъй като западната се вижда само отдалеч, от противоположния бряг на р. Арагви, а северната е скрита от Малката църква. Релефите не са изпълнени от един и същи художник. Ктиторската композиция на източната фасада и сцената „Носене на кръста“ са изработени с много по-голямо майсторство, отколкото например изображението на Кобул-Стефаноз.
Фигурите на тримата еристави над трите централни прозореца на апсидата на южната фасада са изпълнени като орелеф – повече от половината от обема им излиза пред плоскостта на фона. И тримата са коленичили пред Спасителя. В центъра е изобразен Стефаноз I, владетел на Картли. Празното пространство между него и Христос е запълнено с надпис с главни букви „Кръст на Спасителя, помилуй Стефаноз, патрикиос на Картли“. От ляво е разположена фигурата на княз Деметре, брат на Стефаноз, с протегнати към Христос ръце. Фигурата му е по-голяма от тази на патрикиоса. Над него е образът на архангел Михаил, склонил крилата си така, като че ли го покровителства. От двете страни на фигурата на княза е изсечен текстът „Св. Архангел Михаил, застъпи се за випатос Деметре“. Вдясно архангел Гавриил представя на Христос еристав Адарнерсе. Малката, коленичила до него фигура, е на сина му Кобул-Стефаноз, по-късно станал цар Стефаноз II. Ръцете на Адарнерсе сочат към сина му, за когото той моли Исус. Надписът край тях гласи „Св. Архангел Гавриил, застъпи се за випатос Адарнерсе и Кобул-Стефаноз, син на Адарнерсе“. Тримата ктитори са представени облечени с богато украсени плащове до под коленете. Ботушите им са високи и без токове. Това е типична дреха за велможите в раннохристиянска Картли.
На южната фасада, на централната плоча над прозореца, е изработено още едно изображение на Кобул-Стефаноз, коленичил пред небесния си покровител свети Стефан. Дрехите на владетеля са много по-обилно драпирани и още по-богато украсени. На тимпана на южния портал е развит сюжетът „Носене на кръста“. Това разположение на релефите подчертава и подсилва вертикалната ос на тази фасада.
- Княз Деметре
- Стефаноз I и Христос
- Адарнерсе и сина му Кобул-Стефаноз
- Свети Георги
- Барелеф над входната врата

В горната част на западната и южната стена са разположени 3-фигурни композиции с изображения, най-вероятно на исторически личности. Те също са представени коленичили пред Исус. В началото на 20 век все още е било възможно да се видят запазени фрагменти от надписи на асомтаврули. Една от фигурите принадлежи на жена, която поднася детето си на Христос, за благословия.
Релефите на източната фасада представляват единна композиция, в чийто център, фронтално, е изобразен Христос, а всички останали фигури са подчинени на този образ. Жестовете на останалите, ктитори и ангели, са отправени към Спасителя. Ангелите-покровители като че ли представят ктиторите на Исус. Още един обединяващ момент в композицията е изображението на ангел с тръба в ръка, който вероятно представя общата идея – молитвата на ктиторите за покровителство при Второто пришествие.

### Интериор
Също толкова хармонично, пропорционално, уравновесено и спокойно е и вътрешното пространство. На пода в центъра на наоса се вижда висок, 8-стенен пиедестал, на който е закрепен кръстът. Това е твърде нестандартно за един храм, но се обяснява с избора на местоположението му. Предполага се, че тази каменна основа е много по-древна от самия храм и че на него е бил поставен оригиналният кръстът на света Нино. В западната и източната апсида има по една платформа за престол (йератион).
Църквата не е променяна от 6 век и в нея няма никакви стенописи. Вместо това декорацията е с мозайки, от които до нас са достигнали само фрагменти. Предполага се, че конхата на апсидата е била декорирана с мозайки, аналогично на тези в Малката църква, но от тях не е останало нищо. На купола е изобразен голям, релефен кръст, датиран не по-рано от 11 – 12 век. Каменният пиедестал за оригиналния кръст е разположен точно под него.
Иконостасът в храма е съвременен. Тук се пази чудотворната икона на Света Троица, изпълнена в характерния маниер на грузинската иконописна традиция. За небесни покровители на Грузия са приети свети Георги Победоносец и Богородица. В храма се пази икона, която е рядък пример борбата на свети Георги. На нея с копието си той пронизва не змей, а персийския император, който преследва християните.
Осветителната система е добре замислена и изпълнена. В барабана са оставени 4 прозореца, в главната, източна апсида – 3, в южната – врата и прозорец, в западната – един прозорец, а в северната – само една врата. Страничните ниши за преминаване в ъгловите помещения, които нямат самостоятелно значение, са без прозорци. Осветлението, разпределено по този начин, създава логична градация на различните части, съответстваща на техните функции и значение.
Голямата църква все още се използва днес за важни тържества.

## Кръстът
Интересна история за кръста в Джвари е описан в хрониката на грузинския летописец Леонти Мровели, отнасяща се за 960 г. Според него когато сарацините нахлуват в Кахетия, подпалват храма, отнасят кръста и го начупват. След като се оттеглят, част от тях заболяват със силни коремни болки. Тогава решават, че ги е застигнало отмъщението на кръста, събират частите му, връщат го в Джвари и го поставят обратно на мястото му.
През 18 век кръстът е реставриран няколко пъти и е направена сребърна инкрустация със средствата на царския син Теймураз, станал по-късно Теймураз II, цар на Картли. През 1731 година кръстът е отнесен в Светицховели, катедралния патриарши храм в Мцхета. Върнат е на старото си място през 1847. През 1893, по времето на епископ Александър (Окропиридзе), кръстът отново е реставриран.
През 1995 година, по мерките на древния пиедестал, е изработен нов кипарисов кръст с височина 4 m и тегло 400 kg. Украсен е със сребърни плочки и полускъпоценни камъни и по него са резбовани изображенията на 13 евангелски сцени. В ниша в него е поставен малко разпятие и частица от Животворния кръст. На 20 април 1996 година, начело на тържествена процесия, кръстът е върнат в Джвари и на следващия ден е издигнат на древния пиедестал.

## Съвременност
В наше време състоянието на храма е значително влошено през годините заради регионалните конфликти, вредното въздействие на дъждовете и неподходящата поддръжка. Малката църква е полуразрушена, а интериорните мозайки са до голяма степен унищожени. В края на 1980 г. реставрационните работи по нея са спрени от страх да не се наруши автентичността ѝ.
През януари 1989 г. в Джвари е възобновено богослужението, а три години по-късно към храма са присъединени сградите на близкостоящия пионерски лагер, които да се ползват като монашески килии. През 1996 г. е основан и настанен в тези помещения мъжкият манастир „Джвари“. Така манастирските функции са възстановени и днес там живеят от 15 до 18 монаси и послушници на възраст между 16 и 40 години.
Стената около Джвари е възстановена частично през 1997 – 1998 г. По-късната реставрация от 2002 г. отново е спряна отново заради автентичността. Още повече, че през 1991 година, при пожар, е унищожена голяма част от оригиналните документи за двете сгради.
Големият натиск от тежестта на горните стени на голямата църква застрашава конструктивната ѝ стабилност. Киселинни дъждове и ветровете са ерозирали външните фасадни барелефи. В храма постоянно вървят реставрационни работи и се създават специални условия за съхранение на особено ценните древни фрагменти на храма.
- Поглед към Мцхета